# Диверзантски батаљон Војводине
Диверзантски ударни батаљон Главног штаба НОВ и ПО Војводине основан је у Срему 14. новембра 1943. наредбом Главног штаба НОВ и ПО Војводине. Имао је три чете од са око 80 бораца. За команданта батаљона именован је Живко Ковачевић, а за политичког комесара Михаило Вукша. Заменик команданта био је Франц Кафол, а заменик политичког комесара Аврам Ивановић Гарави.
У „Наредби бр. 20“ Главног штаба НОВ и ПО Војводине, којом је батаљон основан, његови задаци дефинисани су на следећи начин:
| „ | 1. - Да на целој оперативној територији Главног штаба НОВ и ПО Војводине (Срем, Банат, Бачка, Барања) организује и врши диверзантске акције, тј. рушење мостова и тунела на железничким пругама и путевима, кварење пруга и путева, минирање тенкова, возова и осталих возила, минирање бродова, монитора и м'оторних чамаца на рекама, рушење магацина и осталих војних објеката, кидање телеграфско-телефонских саобраћајних веза итд. 2. - Да одржава диверзантске курсеве за добијање довољног броја споообних и одважних диверзаната, обзи- ром на задатке и формацију батаљона. 3. - Да формира потребан број чета, тако да на сваком одредском оперативном сектору буде по једна диверзантска чета, која ће се састојати из једне или више диверзантских група. | ” |

Чете су имале следећи распоред и задужења:
- 1. чета дејствовала је на железничким и друмским комуникацијама Винковци-Сремска Митровица
- 2. чета дејствовала је на комуникацији Сремска Митровица-Земун
- 3. чета дејствовала је на линијама Рума-Врдник и Рума-Кленак.

Августа 1944. Диверзантски батаљон преименован је у Јуришни батаљон са око 250 бораца, а 11. септембра 1944. ушао у састав Једанаесте војвођанске ударне бригаде.
Један од бораца овог батаљона био је Тривун Витасовић „Трива Лебарник“, који је проглашен за народног хероја.